# Gedenkmonument Richard Hol
Het gedenkmonument Richard Hol werd in 1906 opgericht in Den Haag.

## Achtergrond
Na het overlijden van Richard Hol (1825-1904), componist van onder meer Waar de blanke top der duinen, werd een lokale commissie samengesteld die zich bezighield met de inzameling van geld voor een op te richten grafmonument. Vanwege een gebrek aan inkomsten, werden de activiteiten van de commissie in 1905 gestaakt. Nog datzelfde jaar werd op initiatief van Marius van 't Kruijs, opvolger van Hol als redacteur van De Muziekbode, een nieuwe commissie opgericht. Het nieuwe comité, werkzaam onder de naam 'Nationaal Comité Richard Hol', ging landelijk aan de slag om geld in te zamelen voor een monument. Leden waren onder anderen commissaris van de Koningin Jacob Gerard Patijn en politicus jhr. mr. Idzerd Frans van Humalda van Eysinga.
Op 2 oktober 1906 werd het monument, in aanwezigheid van onder anderen de weduwe Hol, door Patijn overgedragen aan de gemeente en door burgemeester Emile baron Sweerts de Landas Wyborgh namens het gemeentebestuur aanvaard.
Het monument werd aanvankelijk geplaatst op een gazon aan de Stadhouderslaan in Den Haag. Tijdens de Tweede Wereldoorlog werd het, in verband met de aanleg van de Atlantikwall, verwijderd. In 1955 werd het aan de Groot Hertoginnelaan in de wijk Zorgvliet geplaatst.

## Beschrijving
Het classicistisch monument werd ontworpen door de Haagse beeldhouwer Bart van Hove. Aan de hand van foto's maakte hij een bronzen buste van Hol. De buste is geplaatst op een hardstenen sokkel. Op de sokkel is in haut-reliëf een lierspelende muze afgebeeld. Het geheel is ongeveer drie meter hoog.

## Waardering
Het gedenkteken is een gemeentelijk monument, het heeft "algemeen belang voor de gemeente Den Haag vanwege de kunsthistorische waarde. De historische waarde ontleent het aan zijn functie als gedenkteken ter herinnering aan de Haagse toonkunstenaar Richard Hol."